# إر ده إس - 1
إر ده إس - 1 (بالروسية: РДС-1)، كذلك عرفت باسم إزديلي 501 «المنتج 501» والصاعقة الأولى (Первая молния، برڤايا مولنيا)، كانت اختبار السلاح النووي الأول للاتحاد السوفيتي، حددت الولايات المتحدة الاسم الكودي جوي-1 للاختبار، للدلالة على جوزيف ستالين. فجُرت في 29 أغسطس 1949 في سيميبالاتينسك، كازاخستان السوفيتية، بعد مشروع بحث وتطوير سري للغاية. صُمم السلاح في معهد كورتشاتوف - في هذا الوقت كان يعرف رسميًا باسم «المعمل رقم 2»، لكن في الوثائق الداخلية كان يسمى «المكتب» أو «القاعدة» - ابتداءً من أبريل 1946. وبني مفاعل لليورانيوم-235 بالقرب من تشيليابينسك في 1948.
توجد عدة تفسيرات لاستخدام الاختصار РДС، منها «روسيا تفعلها بنفسها» Россия делает сама، و«محرك ستالين النفاث» Реактивный двигатель Сталина، والمحرك النفاث الخاص Реактивный двигатель специальный. هناك أسلحة لاحقة رُمز لها بالرمز РДС، لكن مع أرقام مختلفة.

## نموذج القنبلة
في متحف البوليتكنيك في موسكو توجد معروضات تُذكِر بتصنيع وتفجير قنبلة إر ده إس-1. يوجد نموذج للقنبلة إلى جانب عدد من المعروضات الأخرى، بُني هذا النموذج في ساروف في نيچني نوفوجورد، حيث صُنعت القنبلة الحقيقية أيضًا. يستطيع الزائرون محاكاة الاختبار النووي بالضغط على زر في لوحة تحكم ضمن المعروضات.